# Emily Alyn Lind
Emily Alyn Lind (Brooklyn, 6 de maio de 2002) é uma atriz norte-americana, mais conhecida por interpretar Audrey Hope na série de televisão Gossip Girl. Ela começou sua carreira como atriz infantil, quando ficou conhecida por seu papel recorrente como a jovem Amanda Clarke na série da ABC, Revenge, e por seu papel como Ariel no drama médico da CBS Code Black.

## Carreira
Lind fez sua estréia no cinema como atriz infantil em 2008, em The Secret Life of Bees. Desde então, ela apareceu em filmes como Dear Dumb Diary, Enter the Void, J. Edgar, The Haunting in Connecticut 2: Ghosts of Georgia e Movie 43. Ela interpretou Emma Lavery na novela All My Children.
Lind teve papéis recorrentes na série de televisão da ABC, Revenge, como a jovem Amanda Clarke, e também na série de televisão da ABC, Eastwick, como Emily Gardener. Ela também apareceu em séries como Days of Our Lives, Medium, Flashpoint, Criminal Minds, Suburgatory e Hawaii Five-0. Em 2017, Lind foi promovido ao elenco principal no drama médico da CBS Code Black na terceira temporada da série, depois de aparecer como o personagem de Ariel durante as duas primeiras temporadas do programa.
Lind estrelou como Melanie no filme de comédia de terror, The Babysitter, que foi lançado na Netflix em 2017. Ela reprisou seu papel na sequência, The Babysitter: Killer Queen. Em 2018, Lind foi escalada como Snakebite Andi no filme Doctor Sleep de 2019, baseado no romance de Stephen King e na sequência de The Shining.
Em março de 2020, foi anunciado que Lind estrelaria o novo drama adolescente da HBO Max, Gossip Girl.

## Vida pessoal
Lind é filha do produtor John Lind e da atriz Barbara Alyn Woods. Ela tem uma irmã mais velha, Natalie Alyn Lind, e uma irmã mais nova, Alyvia Alyn Lind, que também são atrizes.

## Filmografia

### Filmes
| Ano  | Título                                           | Papel              | Notas              |
| ---- | ------------------------------------------------ | ------------------ | ------------------ |
| 2008 | The Secret Life of Bees                          | Lily Owens pequena |                    |
| 2009 | Enter the Void                                   | Linda pequena      |                    |
| 2010 | Blood Done Sign My Name                          | Julie Tyson        |                    |
| 2011 | J. Edgar                                         | Shirley Temple     |                    |
| 2012 | Won't Back Down                                  | Malia Fitzpatrick  |                    |
| 2013 | The Haunting in Connecticut 2: Ghosts of Georgia | Heidi Wyrick       |                    |
| 2013 | All American Christmas Carol                     | Cindy pequena      |                    |
| 2013 | Movie 43                                         | Aniversariante     | Segmento: "Beezel" |
| 2014 | Jackie & Ryan                                    | Lia                |                    |
| 2014 | Mockingbird                                      | Abby               |                    |
| 2015 | Hidden                                           | Zoe                |                    |
| 2016 | Lights Out                                       | Sophie adolescente |                    |
| 2017 | The Babysitter                                   | Melanie            |                    |
| 2018 | Replicas                                         | Sophie Foster      |                    |
| 2019 | Doctor Sleep                                     | Snakebite Andi     |                    |
| 2020 | The Babysitter: Killer Queen                     | Melanie            |                    |
| 2021 | Every Breath You Take                            | Daphne             | [ 9 ]              |

### Televisão
| Ano       | Título                                  | Papel                   | Notas                                                             |
| --------- | --------------------------------------- | ----------------------- | ----------------------------------------------------------------- |
| 2009      | Days of Our Lives                       | Grace                   | 1 episódio                                                        |
| 2009      | Eastwick                                | Emily Gardener          | Papel recorrente, 5 episódios                                     |
| 2010      | Who Is Clark Rockefeller?               | Reigh "Snooks" Boss     | Filme televisivo                                                  |
| 2010      | Medium                                  | Garota de 6 anos        | Episódio: "There Will Be Blood... Type B"                         |
| 2010      | All My Children                         | Emma Lavery             | Papel recorrente                                                  |
| 2010      | Flashpoint                              | Jovem Alexis            | Episódio: "Jumping at Shadows"                                    |
| 2010      | Criminal Minds                          | Ana Brooks              | Episódio: "Into the Woods"                                        |
| 2010      | November Christmas                      | Vanessa Marks           | Filme televisivo                                                  |
| 2010      | Sundays at Tiffany's                    | Jovem Jane Claremont    | Filme televisivo                                                  |
| 2011      | Prep & Landing: Naughty vs. Nice        | Grace Goodwin           | Voz; curta televisivo                                             |
| 2011–2015 | Revenge                                 | Amanda Clarke (criança) | Papel recorrente, 17 episódios                                    |
| 2012      | Beautiful People                        | Tina                    | Filme televisivo                                                  |
| 2012      | Hawaii Five-0                           | Lucy                    | Episódio: "Huaka'i Kula"                                          |
| 2013      | Untitled Larry Dorf/Ben Falcone Project | Hannah                  | Piloto                                                            |
| 2013      | Dear Dumb Diary                         | Jamie Kelly             | Filme televisivo                                                  |
| 2014      | Suburgatory                             | Nadia Nergen            | Episódio: "No, You Can't Sit with Us"                             |
| 2014      | Mind Games                              | Della                   | Episódio: "Embodied Cognition"                                    |
| 2015–2018 | Code Black                              | Ariel                   | Papel recorrente (temporadas 1–2); elenco principal (temporada 3) |
| 2016      | Rush Hour                               | Cristin Sanders         | Episódio: "Prisoner of Love"                                      |
| 2021-2023 | Gossip Girl                             | Audrey Hope             | Série de televisão; papel principal                               |

## Prêmios e Indicações
- National Youth Arts Awards

- - 2011: Melhor Atriz Coadjuvante – (por November Christmas) — venceu[10]

- Young Artist Awards
  - 2012: Melhor Performance em Série de Televisão – Jovem Atriz em Papel Recorrente (por Revenge) — venceu[11]
  - 2012: Melhor Trabalho de Dublagem – Jovem Atriz (por Prep & Landing: Naughty vs. Nice) — indicada[11]